# Адом
Адо́м (рос. Адом) — село у складі Стрітенського району Забайкальського краю, Росія. Входить до складу Чикічейського сільського поселення.

## Населення
Населення — 78 осіб (2010; 113 у 2002).
Національний склад (станом на 2002 рік):
- росіяни — 96 %